# Siegfried Kuntsche
Siegfried Kuntsche (* 18. Februar 1935 in Görlitz; † 21. November 2024) war ein deutscher Historiker und Archivar. Er lebte in Uelitz (Mecklenburg).

## Werdegang
Kuntsche wuchs in der Familie eines Lehrerehepaares in Schönau auf dem Eigen in der Oberlausitz auf. Nach dem Abitur 1953 an der Geschwister-Scholl-Oberschule in Löbau folgte bis 1958 ein Geschichtsstudium an der Humboldt-Universität zu Berlin und darauf ein Studium am Institut für Archivwissenschaft (Potsdam) mit Abschlüssen als Diplom-Historiker und Diplom-Archivar.
Von 1959 bis 1979 arbeitete Kuntsche im Staatsarchiv Schwerin mit dem Arbeitsschwerpunkt der Aktenüberlieferung zur Bodenreform 1945/46 und Erarbeitung eines Spezialverzeichnisses, ab 1976 als Abteilungsleiter. 1970 erfolgte die Promotion an der Philosophischen Fakultät der Universität Rostock mit einer Untersuchung zur betriebswirtschaftlichen Umstellung von der Gutswirtschaft auf die neubäuerliche Gemeinwirtschaft in Mecklenburg-Vorpommern.
1980 wurde Kuntsche zum Bereichsdirektor Agrargeschichte am Institut für Agrargeschichte und Ausländische Landwirtschaft der Akademie der Landwirtschaftswissenschaften der DDR (AdL) in Berlin berufen und 1983 - nach der Promotion B - zum Professor der AdL ernannt. Ab 1986 hatte Kuntsche die Verantwortung für eine Gemeinschaftsforschung mit den Instituten der AdL zur Akademiegeschichte. Er war Mitinitiator der Bildung einer Fachkommission „Agrare Betriebsgeschichte“ der Historiker-Gesellschaft der DDR und deren Vorsitzender. 1992 lief Kuntsches Arbeitsverhältnis aus ohne Kündigung trotz positiver Bewertung der Forschungsarbeiten des Bereichs durch den Wissenschaftsrat der Bundesregierung und der Länder. Er übernahm 1992 die Leitung von Arbeitsbeschaffungsmaßnahmen zur Zusammenführung der Aktenüberlieferung aus der Tätigkeit der AdL und zur Übergabe des Akademiearchivs an das Bundesarchiv. Von 1993 bis 2017 wirkte Kuntsche als berufenes Mitglied in der Historischen Kommission beim Vorstand der Partei des Demokratischen Sozialismus (PDS) bzw. der Partei Die Linke mit und engagierte sich in der Rosa-Luxemburg-Stiftung. Im Rahmen der Filmreihe „75 Jahre Befreiung & die Folgen im DEFA-Film“ führte Siegfried Kuntsche im Luna Filmtheater Ludwigslust Film-Gespräche, die die sozialen und wirtschaftlichen Herausforderungen thematisierten, die in den Jahren nach dem Krieg in der Sowjetischen Besatzungszone und nach Gründung der DDR bewältigt werden mussten. Die von der Rosa-Luxemburg-Stiftung MV konzipierte Filmreihe wurde aufgrund der Beschränkungen während der Corona-Krise als Streaming im Internet fortgesetzt.  
Siegfried Kuntsche war Mitglied im Verein zur Politik- und Sozialgeschichte Mecklenburg-Vorpommern und wirkte von 2008 bis zu dessen Auflösung 2013 als Vorsitzender. Er veröffentlichte zahlreiche Artikel und Bücher zur Agrargeschichte.

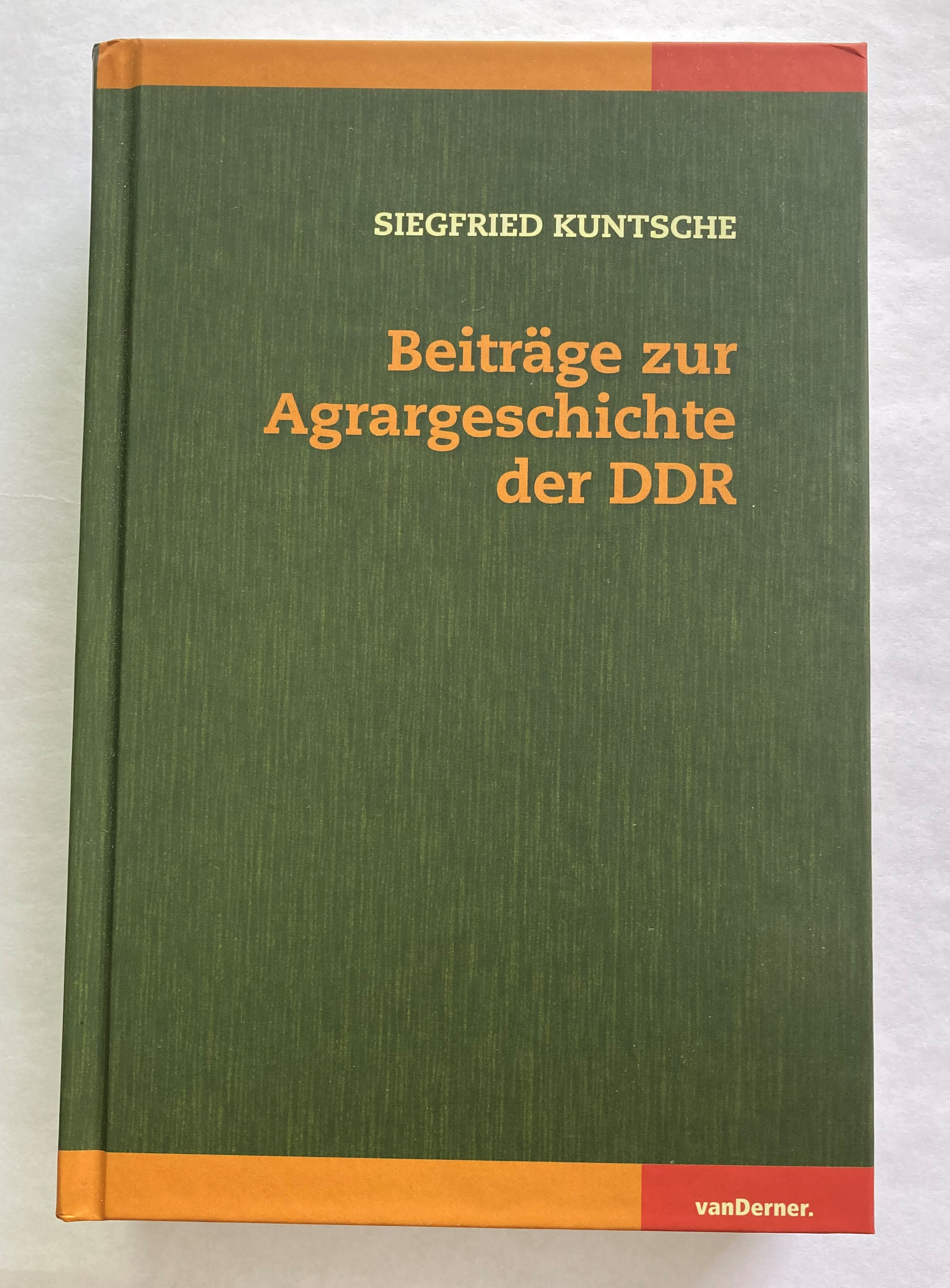
Siegfried Kuntsche: Beiträge zur Agrargeschichte der DDR 2015

## Werke (Auswahl)
- mit Siegfried Matschke und Horst Piskol (Redaktion): Wie wir angefangen haben. Erinnerungen. Von der demokratischen Bodenreform zum Sieg der sozialistischen Pruduktionsverhältnisse in der Landwirtschaft. Berlin 1985.
- (Hrsg.): Agrarwissenschaften in Vergangenheit und Gegenwart. Beiträge eines Kolloquiums anlässlich der Gründung der Deutschen Akademie der Landwirtschaftswissenschaften vor 60 Jahren. (Verlag vanDerner) 2012, ISBN 978-3-937747-14-9.
- Beiträge zur Agrargeschichte der DDR. Diekhof 2015, ISBN 978-3937747194.
- Akademie der Landwirtschaftswissenschaften 1951–1990. Dokumente und Untersuchungen. Leipzig 2017, ISBN 978-3-86583-928-2.
- Die Unterstützung der Landesverwaltung bzw. Landesregierung Mecklenburg durch die Sowjetische Militäradministration bei der Leitung der demokratischen Bodenreform. In: Jahrbuch für Geschichte 12 (1974), S. 141–182.
- Probleme der Auflösung des Gutsbetriebes und des Aufbaues der Neubauernwirtschaften bei der demokratischen Bodenreform. Hrsg. Agrarhistorischen Museum Alt Schwerin und Bezirkskomitee Neubrandenburg der Historiker-Gesellschaft der DDR, Alt Schwerin 1975.
- Der historische Prozess der Intensivierung in der Landwirtschaft der DDR und seine Darstellung in der Betriebsgeschichte. In: Protokoll der 1. Konferenz der Fachkommission Agrare Betriebsgeschichte der Historiker-Gesellschaft der DDR vom 12. bis 14. November 1987 in Neubrandenburg. Hrsg. Akademie der Landwirtschaftswissenschaften der DDR. Leipzig 1989, S. 25–59.
- Bodenreform in einem Kernland des Großgrundbesitzes: Mecklenburg-Vorpommern. In: Arnd Bauerkämper (Hrsg.): „Junkerland in Bauernhand?“ Durchführung, Auswirkungen und Stellenwert der Bodenreform in der Sowjetischen Besatzungszone. Stuttgart 1996, S. 51–68 (ISBN 3-515-06994-1).
- Agrarwirtschaftlicher und sozialer Wandel durch Bodenreform und LPG-Bildung. In: Landtag Mecklenburg-Vorpommern, Enquete-Kommission „Leben in der DDR, Leben nach 1989 – Aufarbeitung und Versöhnung“, Bd. V. Schwerin 1997, S. 66–98 (ISBN 3-932-447-00-X).
- Demokratische Bodenreform in Mecklenburg-Vorpommern. Versuch einer Neubefragung der Geschichte. In: Bodenreform in Mecklenburg und Vorpommern. Geschichte und Gegenwart. Rostock 1995 (Forum für politische und interkulturelle Bildung) [Abdruck in: Beiträge zur Agrargeschichte, S. 153–195].
- Das Bauerndorf in der Nachkriegszeit. Lebenslagen und Alltag. In: Evemarie Badstübner (Hrsg.): Befremdlich anders. Leben in der DDR. Berlin 2000, S. 64–116 (ISBN 3-320-01986-4).
- „Sozialistischer Frühling 1960“? In: JahrBuch für Forschungen zur Geschichte der Arbeiterbewegung 9 (2010)/III, S. 5–28 (ISSN 1610-093X).
- Vereinigung für gegenseitige Bauernhilfe (VdgB). In: Gerd-Rüdiger Stephan u. a. (Hrsg.): Die Parteien und Organisationen der DDR – ein Handbuch. Berlin 2002, S. 560–592 (ISBN 3-320-01988-0).
- Landwirtschaft 1978 — Analyse mit dem Blick vor allem auf die Störungen im Zusammenwirken von Pflanzen- und Tierproduktion. In: Siegfried Prokop (Hrsg.): Der versäumte Paradigmenwechsel - Die DDR im Jahr 1978. Schkeuditz 2008, S. 267–313 (ISBN 978-3-935530-73-6).